# Ухан
Уха̀н (на традиционен китайски: 武汉, на опростен китайски: 武漢; пинин: Wǔhàn) е административен център на провинция Хубей и най-населения град в Централен Китай. Тук се намира една от най-високите сгради в света.
Градът представлява конгломерат от три общини: Учан (Wuchang), Ханку (Hankou) и Ханян (Hanyang), разположени край река Яндзъ. Ухан е важен транспортен възел, с пристанище и множество жп линии. Развита е металургичната, машиностроителната и корабостроителната индустрии, химическата и леката промишлености. В града има университет, множество висши учебни заведения и филиал на Академията на науките на КНР. Населението на административния район е 9 785 388 жители (2010 г.).

## Побратимени градове
- Аделаида, Австралия, от юли 2007
- Арнем, Холандия, от юни 1999
- Бордо, Франция, от юни 1998
- Борленге, Швеция, от септември 2007
- Чхонджу, Южна Корея, от 29 октомври 2000
- Крайстчърч, Нова Зеландия, от 4 април 2006
- Дуисбург, Германия, от 8 октомври 1982
- Галац, Румъния, от 12 август 1987
- Дьор, Унгария, от 19 октомври 1995
- Хартум, Судан, от 27 септември 1995
- Киев, Украйна, от 19 октомври 1990
- Манчестър, Великобритания, от 16 септември 1986
- Маркам, Канада, от 12 септември 2006
- Оита, Япония, от 7 септември 1979
- Питсбърг, САЩ, от 8 септември 1982
- Пошгрун, Норвегия, от юни 2004
- Санкт Пьолтен, Австрия, от 20 декември 2005